# Jankoviči
Jankóviči [jankóviči] so naselje v Sloveniji.
Pomembnejša bližnja naselja so: Bedenj (1 km), Adlešiči (2,5 km) in Črnomelj (10 km).
Naselje sestavljajo zaselki: Jankoviči in Šoštariči.